# 恋のしずく (映画)

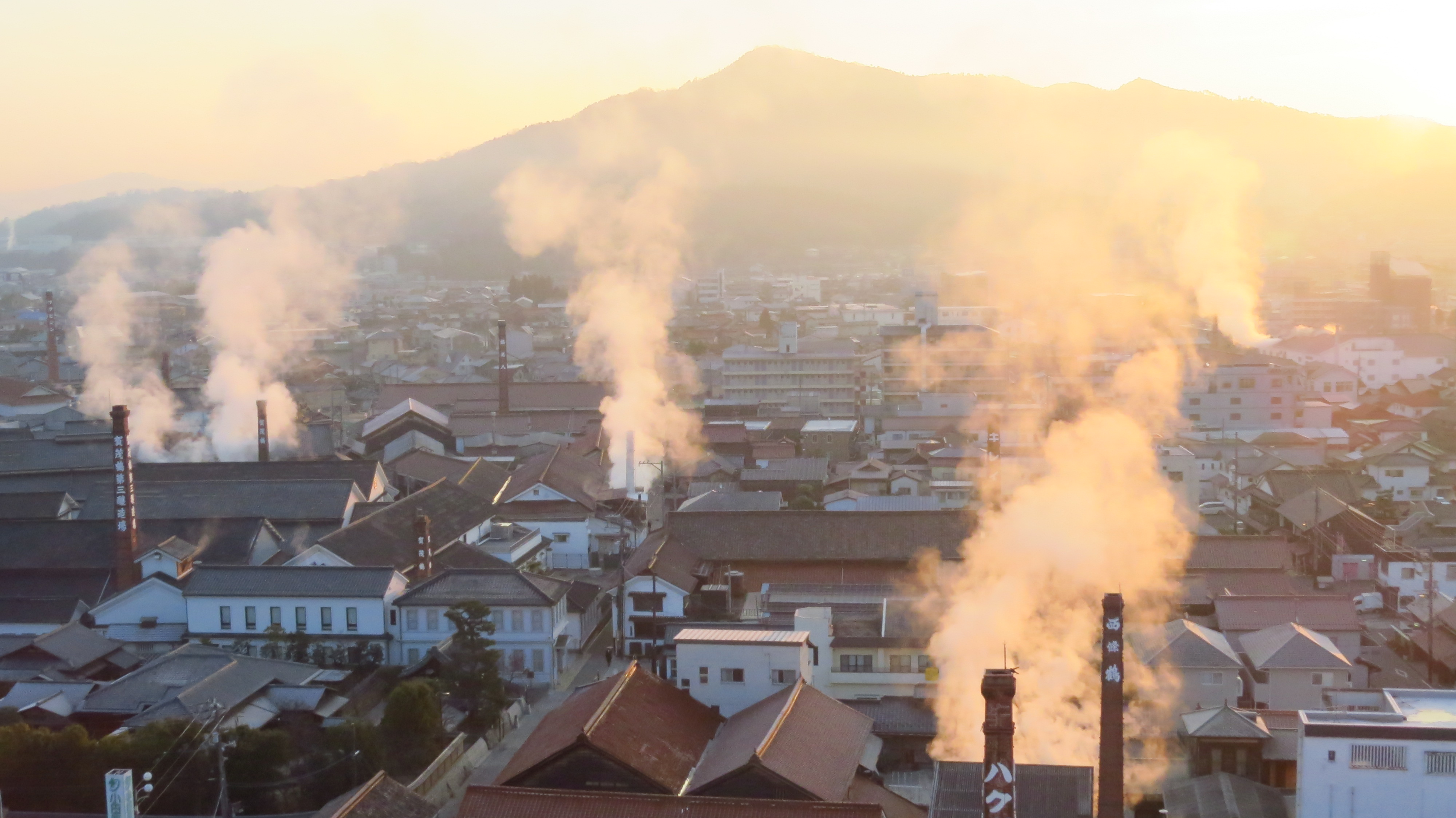
西条酒蔵通り

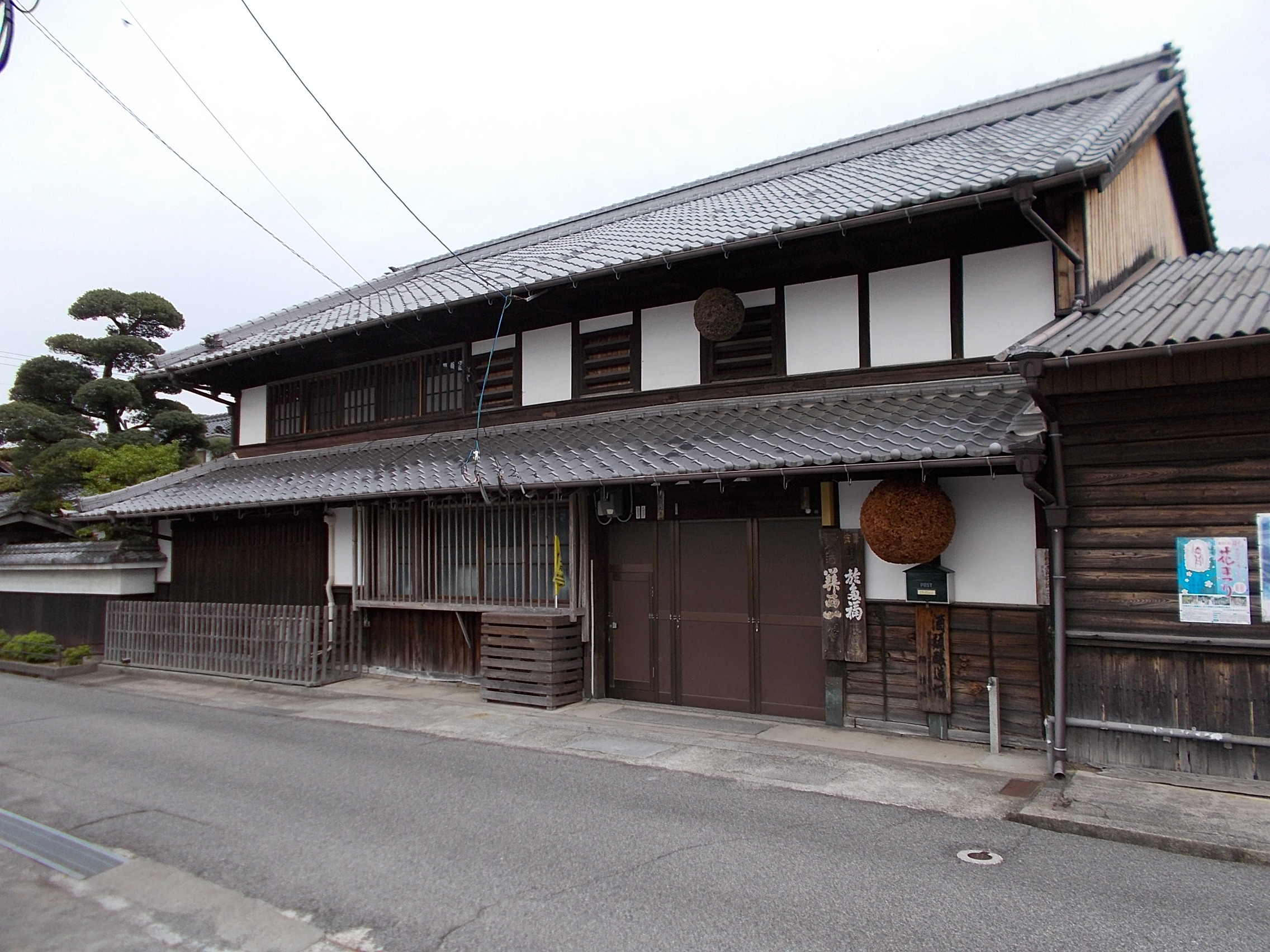
乃神酒造のモデルとなった、東広島市安芸津町（安芸津の酒）の柄酒造。

恋のしずく（こいのしずく）は、2018年の日本映画。川栄李奈の初主演映画で、急逝した大杉漣の最後の出演映画公開作品となった。
日本三大銘醸地の1つとして知られる広島県東広島市・西条が舞台の日本酒の物語で、現地を中心にオールロケ撮影された。本作の収益の一部は西日本豪雨の復興支援活動に寄付される。

## ストーリー
東京の農業大学3年生の橘詩織（川栄李奈）は醸造学を学びワインソムリエを目指すリケジョ。単位取得に必要な実習先がよりによって日本酒の酒蔵になる。日本酒が苦手な詩織だが、ワインの本場フランスでの海外留学への夢の道のために単位を取得すべく実習先の東広島市西条（西条酒）の乃神酒造へ赴く。日本酒の魅力を優しく指南する蔵元、やる気のない蔵元の息子、酒米農家でもある蔵人、厳格な杜氏たちに囲まれて修行に近い「実習」が始まり・・・。主人公が人々と出会い日本酒造りと恋を通して成長していく青春映画。

## キャスト
- 橘詩織 - 川栄李奈…東京から乃神酒造に実習に来たリケジョ
- 乃神莞爾 - 小野塚勇人…乃神酒造の蔵元の息子
- 高宮美咲 - 宮地真緒…蔵人
- 有重一紀 - 中村優一[注 1]…有重酒造の蔵元
- 朝比奈昇 - 蕨野友也…ワインポーター
- 高宮忠行 - 西田篤史…酒米農家,美咲の父
- 高宮弘子- 東ちづる…酒米農家,美咲の母
- 鷹野橋洋一 - 津田寛治…詩織の大学教授
- 高田真理子 - 日比美思…詩織の友人
- 乃神和義 - 丹古母鬼馬二…神主
- 坪島泰淳 - 小市慢太郎…杜氏
- 乃神輝義 - 大杉漣…乃神酒造の蔵元

## スタッフ
- 監督 - 瀬木直貴
- 脚本 - 鴨義信
- 音楽 - 高山英丈
- 主題歌 - 和楽器バンド「細雪」
- エグゼクティブプロデューサー - 中西康浩、泉英次、松本剛志
- プロデューサー - 内海直大、鴨義信、瀧川元気
- キャスティング - 星久美子
- 撮影 - 岡田賢三
- 照明 - 宮西孝明
- 録音 - 根本飛鳥
- 美術 - 三藤秀仁
- スタイリスト - 米村和晃
- ヘアメイク - 金田仁見、佐野真知子
- 編集 - 別所順平
- 音響 - 田中俊
- 助監督 - 山嵜晋平
- 協賛 - 広島マツダ、エディオン、西条・山と水の環境機構、シャープ、ユウベル、中国精螺、オーエイプロト、サタケ、広島銀行、全国農業協同組合連合会広島県本部、新川電機、芸陽バス、タイムステーションNEO、ホワイトラビット、東京一番フーズ とらふぐ亭、LIFULL、イグス、イズミ、吉備国際大学、近畿大学工学部 広島キャンパス、ビューティーサポー、フォーデイズ、放送サービスセンター
- 後援 - 広島県、東広島市、広島県酒造組合、広島杜氏組合、西条酒造組合、広島大学
- 配給 - ブロードメディア・スタジオ
- 制作協力 - スタジオ-884
- 制作プロダクション - ソウルボート
- 製作 - 「恋のしずく」製作委員会（電通、ブロードメディア・スタジオ、ソウルボート、中国新聞社、中国放送、広島テレビ放送、広島ホームテレビ、テレビ新広島、フェローズ、アートアベニュー、バットコーポレーション、エイベックス・ピクチャーズ、ウフル、広島マツダ）

## 関連書籍
映画「恋のしずく」公式ガイドブック
- 川栄李奈 酒都・西条へ。ー映画「恋のしずく」をたどる旅。ー（2018年10月6日 ザメディアジョン ISBN 978-4862505903）[8]